# سلامة نعمات
سلامة نعمات (من مواليد 2 أكتوبر 1962) هو صحفي ومحلل أردني يتمتع بخبرة تزيد عن 25 عامًا في التقارير الاقتصادية والسياسية والبحوث وتحليل التطورات في الشرق الأوسط الكبير وأوروبا والولايات المتحدة. وقد عمل على نطاق واسع في القضايا السياسية والاقتصادية والأمنية والعربية الإسرائيلية وقضايا حقوق الإنسان، وقدم تقارير متعمقة عن النزاعات في جميع أنحاء الشرق الأوسط والخليج وشمال أفريقيا.

## المهنة
بصفته رئيس مكتب واشنطن لـ مجلة «الحياة» اليومية العربية الدولية (2003-2007)، وكمحرر ومساهم دولي في «ذا ديلي بيست» (2008-2010)، ركز عمل نعمات على إعداد التقارير حول السياسة الخارجية للولايات المتحدة وتحليلها، بما في ذلك القضايا المتعلقة بـ الحرب في العراق، والحرب العالمية على الإرهاب، واندفاع الولايات المتحدة نحو التحول الديمقراطي في الشرق الأوسط الكبير، وكذلك كقضايا تتعلق بالإستراتيجيات العسكرية والأمنية الأمريكية في المنطقة. كما أنه يكتب بشكل مكثف عن قضايا الطاقة الإقليمية والعالمية وآثارها الاقتصادية والسياسية. يقوم نعمات حاليًا بتأسيس "Pillar Seven"، وهي شركة استشارات اتصالات إقليمية في الشرق الأوسط مقرها عمان، الأردن.
قبل عمله في واشنطن العاصمة، عمل نعمات في لندن لمدة عامين (2001-2003) كمدير تحرير لصحيفة الحياة - LBC، وهي شراكة بين المؤسستين الإخباريتين. تضمنت المسؤوليات تعيين طاقم عمل، وتصميم وتنفيذ خطة التحرير والإستراتيجية لمشروع تكامل الأخبار بين الصحيفة والقناة الفضائية العربية.
تضمنت مناصبه السابقة رئيس مكتب الحياة في عمان، والمراسل الدبلوماسي الدولي في لندن لصحيفة الحياة، ورئيس مكتب عمان، والمراسل الإقليمي لإذاعة [خدمة بي بي سي العربية]]، وكبير المراسلين الاقتصاديين، وبعد ذلك رئيس المراسلين السياسيين لصحيفة «جوردان تايمز» و «الرأي (صحيفة أردنية)» اليومية الصادرة باللغة الإنجليزية.

### الإسهامات
يساهم في العديد من المنشورات العربية والإنجليزية واللغات الأجنبية الأخرى بما في ذلك "ذي إيكونوميست" "جريدة القدس " و "الشرق الأوسط ،  جينز ديفنس ويكلي ،  مرآة الشرق الأوسط ، 'دي تسايت'، 'نيوزويك'، BBC World الخدمة (الإنجليزية)، يونايتد برس إنترناشيونال وأكسفورد أناليتيكا، بالإضافة إلى وسائل الإعلام الإذاعية الدولية مثل أخبار ITV، فوكس نيوز، سي إن إن، أخبار ABC، بي بي إس، إم إس إن بي سي، CBC، الجزيرة، العربية وغيرها. في 1994-1995، عمل نعمات كمراسل إقليمي لقناة بي بي سي العربية التلفزيونية، بالإضافة إلى عمله كرئيس مكتب الحياة ومراسل إذاعة بي بي سي العربية. قدم تقريراً وحلل التطورات المتعلقة بـ الحرب العراقية الإيرانية، 1990-1991 غزو العراق للكويت، حرب الخليج الثانية، والعرب-عملية السلام الإسرائيلية.

### مرتبة الشرف
تم اختيار نعمت من قبل اللجنة المنظمة لـ المنتدى الاقتصادي العالمي كعضو في مجموعة العمل الإعلامي، المكلفة بتخطيط إستراتيجية لإصلاح الإعلام العربي بحلول عام 2010. وقد فاز بالعديد من الجوائز الصحفية، بما في ذلك عام 1985 جائزة ألفريد فريندلي برس وجائزة إلياف-سرطاوي لعام 2007 من البحث عن أرضية مشتركة لتعاونه مع الصحفي الإسرائيلي عكيفا إلدار.

### الخطابة
نعمات هو معلق متكرر على الشؤون السياسية والاقتصادية العربية والدولية للمؤسسات الإخبارية الأمريكية والعربية والأوروبية ومتحدث منتظم في مجموعة متنوعة من المنتديات في الولايات المتحدة والعالم العربي وأوروبا. حاضر في الإعلام العربي والاقتصاد والسياسة في العديد من الجامعات بما في ذلك جامعة أكسفورد، جامعة جونز هوبكنز، جامعة براون، جامعة تافتس، جامعة جورج ماسون وجامعة جورج تاون وجامعة فرجينيا والجامعة الأمريكية وكلية بوسطن.

## روابط خارجية
- Nematt مرات الظهور على سي-سبان